# Deflacija
Deflacija je pojava suprotna inflaciji, a označava pad opće cjenovne razine. Deflacijska politika vlade označava njenu intervenciju u slučaju da ukupna ponuda nadmašuje potražnju te se ekspanzivnom kreditno-monetarnom i fiskalnom politikom utječe na povećanje potražnje i potrošnje. Deflacija odgovara vlasnicima novca čija imovina postaje sve vrijednija, ali istovremeno smanjuje potrošnju, što dovodi do porasta nezaposlenosti i privrednih kriza. Kad do pada cijena dođe zbog porasta produktivnosti  razvojem tehnike, tehnologije i organizacije, ili zbog smanjenja poreza to smanjenje je pozitivno za razvoj privrede i rast zaposlenosti. U svim ostalim slučajevima pad cijena dovodi do propasti pojedinih privrednih grana, a ako deflacija duže traje dolazi do teških privrednih kriza, stagnacije i privredne depresije.     

## Povijesni pregled
Deflacija je bila česta dok je novac imao zlatnu podlogu. Početkom industrijske revolucije i legalizacijom slobodnog djelovanja  razvojnih mehanizama, tj.  tržišnog mehanizma selekcije i mehanizama za udruživanje ideja i sredstava došlo je do naglog porasta produktivnosti i proizvodnje. Veća proizvodnja dovela je do naglog povećanja količine roba na tržištu. Proizvodnja zlata nije mogla pratiti taj tempo rasta pa je zlato vađeno iz trezora da bi se količina novca izjednačila s količinom roba tj. da bi cijene ostale stabilne. U trenutku kad su zalihe zlata tj. novca presušile dolazilo je do pomanjkanja novca i smanjenja cijena. 
Posljedica toga je bila:
- gomilanje robe na skladištu;
- nemogućnost prodaje;
- smanjenje proizvodnje;
- otpuštanje radnika ;
- nastojanje da se sve vrijednosti pretvore u zlato;
- gomilanje zlata u trezorima.

U deflacijskim krizama odvijao se brzi proces povećanja zaliha zlata na skladištima, tj., zlata (novca) je na tržištu bilo premalo, a u trezorima previše. Rezultat tog skladištenja zlata je pad cijena većini roba, te je nakon nekog vremena dolazilo do stabilizacije cijena roba na znatno nižoj razini. Čim su se zalihe roba smanjile, a zalihe zlata povećale, dolazilo je do oporavka privrede i novog razvojnog ciklusa. Ovakve ciklične promjene privrednog razvoja i kriza bile su redovite u svim zemljama gdje je postojao brz razvoj produktivnosti i proizvodnje. Razdoblja punjenja i pražnjenja zlatnih trezora prestala su onda kad su države ukinule zlatno važenje novca, i kad su počele novac koristiti kao regulator cijena. Uvođenjem nominalne vrijednosti novca deflacijske krize postale su rijetkost, ali su zato inflacijske krize postale česte, bilo zbog prevelike potrošnje, bilo zbog ulaska države u valutni rat s drugim državama, kako bi povećali domaću konkurentnost. Deflacijska kriza može nastati i zbog financijske agresije od strane drugih država, a monetarne vlasti se ne usude ili ne žele ući u valutni rat protiv takve agresije. Kad političari shvate kako novac u privrednom sustavu ima ulogu sličnu ulozi ulja u motoru automobila, vrlo lako mogu izgradit mehanizme koji efikasno kontroliraju njegovu količinu na tržištu. 

## Pritajena deflacija
Kad u državi pravni sustav ne funkcionira, obveze se ne plaćaju,  stečajni postupak je spor i neefikasan zakon o ovrsi i hipoteci štiti dužnike, može se dogoditi da su cijene nominalno stabilne, a na tržištu naglo raste likvidnost. Tada dolazi do stvaranja dva paralelna tržišta, novčano tržište i kompenzacijsko tržište. Poduzeća, da ne bi morala smanjivati proizvodnju i otpuštati radnike, prodaju i onima za koje znaju da neće moći platiti u novcu, već samo u nekakvoj drugoj robi. U privredi dolazi do pojave da svatko svakom nešto duguje, svi međusobno prebijaju svoja potraživanja, a novcem se plaća samo porezi bar dio plaće. Ovakvo stanje može funkcionirati dok većina poduzeća koja posluju s dobiti, mogu osigurati novac za porez i plaću. Kad i najbolja poduzeća dođu u blokadu žiroračuna ovakav sustav se raspada, poduzeća prestaju prodavati onima koji ne plaćaju, smanjuju proizvodnju te otpuštaju višak radnika. Rezultat je nagla deflacija i recesija. 
Monetarne vlasti u ovakvim situacijama često ne znaju ispravno reagirati, najčešće zato što institucije koje statistički prate kretanje cijena, daju krivu sliku stanja u privredi. U prikrivenim deflacijskim krizama obično rastu monopolske cijene (zbog želje monopolista da nadoknade gubitke nenaplativih i otpisanih potraživanja),  i cijene osnovnih životnih potrepština (Giffinov paradoks - zbog nemogućnosti stanovništva da kupuje supstitute više kvalitete), a istovremeno padaju cijene nekretnina, poljoprivrednih sirovina i proizvoda, industrijskih sirovina i proizvoda, dionica i sl. Zbog rasta cijena osnovnih prehrambenih proizvoda, monetarne vlasti vide inflaciju pa vode antiinflacijsku politiku, čime krizu samo pojačavaju. Da bi se to spriječilo, cijene bi trebalo posebno pratiti po kategorijama:
- 1. osnovni prehrambeni proizvodi,
- 2. monopolski proizvodi i usluge,
- 3. uvozni proizvodi i usluge koje domaći proizvođači ne mogu isporučiti u dovoljnim količinama,
- 4. ostale vrste roba (proizvodi, usluge, nekretnine, dionice i sl.).

Čim cijene ostalih vrsta roba počnu padati emisijska banka bi morala iz primarne emisije povećati količinu novca (kredita) u sektorima gdje cijene padaju. Istovremeno bi institucije robnih rezervi trebale povećati narudžbe roba kojima cijene padaju, a na skladištima smanjiti količine onih roba kojima cijene rastu.  